# Українські німці
Українські німці (нім. Ukrainedeutsche) — етнічні німці, які, починаючи з Середньовіччя, проживають на території України або держав, які їй передували. Нині в Україні німці є етнічною меншиною, яка проживає переважно у південних і східних областях України та на Закарпатті. За даними перепису населення 2001 року в Україні налічувалось 33,3 тис. німців, в т.ч. у Донецькій області 4,6 тис., Дніпропетровській 3,8 тис., Закарпатській 3,5 тис., Одеській 2,9 тис., Криму 2,5 тис.

## Історія

### Середньовіччя. Ранній модерн
Перші відомості про німців в Україні датуються кінцем X ст. Вони прибувають як купці й мандрівники, а також у складі посольств. Після монгольського нашестя 1240–1241 років посилюється приплив німців на західноукраїнські землі, їх запрошують Галицько-Волинські князі для відбудови зруйнованих міст і розвитку торгівлі та ремесел.
Коли західноукраїнські землі належали до Речі Посполитої, німецька колонізація посилилась. Цьому сприяли різні пільги й магдебурзьке право, що їх надавали німцям польські королі й литовські князі. Тому окремі українські міста, по суті, опинилися під орудою німців. Так, у Львові вони витіснили місцеве самоврядування та судочинство. Німецька мова стала офіційною у міській управі, нею правили службу в костьолах. Першим католицьким єпископом Львова був німець.
У середині XV ст. німецька колонізація в Україні слабшає, а вихідці з німецьких земель втрачають свої позиції під тиском польського елементу й значною мірою полонізуються.

### Новий час

#### Російська імперія

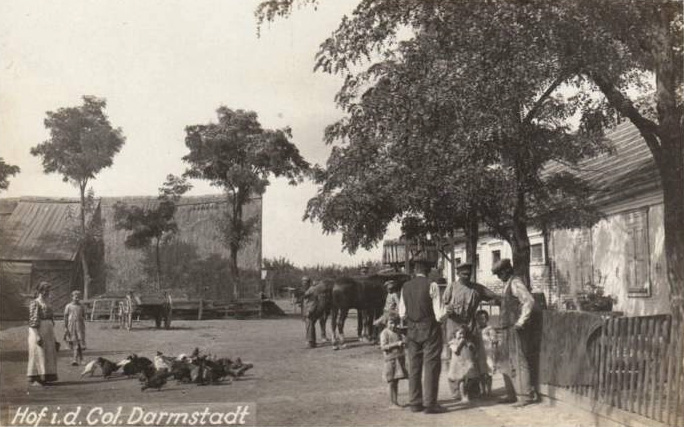
Таврійські німці. Колонія Дармштадт

Новий етап переселення німців в Україну починається в роки правління Катерини II. Згідно з її Маніфестом від 22 липня 1763 року частина їх прибула на українські землі з Поволжя. У 1767 році утворилося 6 невеликих, так званих Біловезьких, колоній переселенців з-під Франкфурта та Данцига біля Бахмача на Чернігівщині, а через три роки — біля Кролевця. Основними німецькими поселеннями Чернігівщини були: колонії Біла Вежа та Грос-Вердер, де діяли римо-католицька та лютеранська церкви, проводилися ярмарки. Чисельність німецького населення у південних повітах Чернігівщини виросла з 432 осіб у 1782 році до 5 306 у 1897 р.
Масове переселення німців з історичної батьківщини починається після знищення Запорозької Січі 1775 року. На запорозьких землях у 1789–1790 р.р. поселяють релігійну громаду менонітів з Німеччини й Голландії. Найбільше їх оселяється 1803 року на річці Молочній. Меноніти переселилися в далеку й незалюднену місцевість, аби уникнути переслідування своєї релігії.
Після Маніфесту Олександра І від 20 лютого 1804 року на південь України прибувають вихідці з Бадена, Вюртемберга, Ельзасу, Пфальца, Прирейня, а також із Західної Пруссії. Німцям-колоністам надавалися певні пільги. Вони на 30 років звільнялися від будь-яких податків, мали право відкривати промисли з припискою до них кріпаків-селян. Тільки протягом перших двадцяти років XIX ст. 50-ти німецьким колоніям наділено 214 тисяч десятин землі в Бердянському й Мелітопольському повітах. Після завоювання Бессарабії сюди також спрямовується потік німців-переселенців. Перепис 1897 року свідчить, що на півдні України (у Бессарабській, Херсонській, Катеринославській і Таврійській губерніях) проживали 345 тисяч німців, що становило 4,2 відсотка від усього населення. Особливим регіоном компактного проживання німців в Україні стала Волинь. Якщо в 60-х роках XIX ст. їх налічувалося тут тільки до 5 тисяч, то, починаючи з 1883 року, приплив цього етносу сюди значно посилюється; за переписом 1897 року волинських німців було вже 171 тисяча.

#### Австро-Угорщина
Після поділів Речі Посполитої Галичина та Буковина увійшли до складу Австрійської імперії. Це сприяло переселенню німців до цих областей, насамперед великих міст — Львова та Чернівців.

### Новітня доба

#### Революція. Репресії
Всі німецькі колонії в Україні зазнали 1919 року страшного спустошення у зв'язку з нашестям Добровольчої армії генерала Денікіна. Це розорення особливо далося взнаки 1921 року, коли на півдні України стався неврожай. Він потягнув за собою голод, бо всі хлібні запаси німецьких господарів попередніх років насильно присвоїла комуністична влада через систему продзагонів. Кількість німців в Україні до 1926 року в порівнянні з 1914-им значно скоротилася — з 872 тисяч до 514 тисяч.

#### Радянсько-німецька війна. Депортація

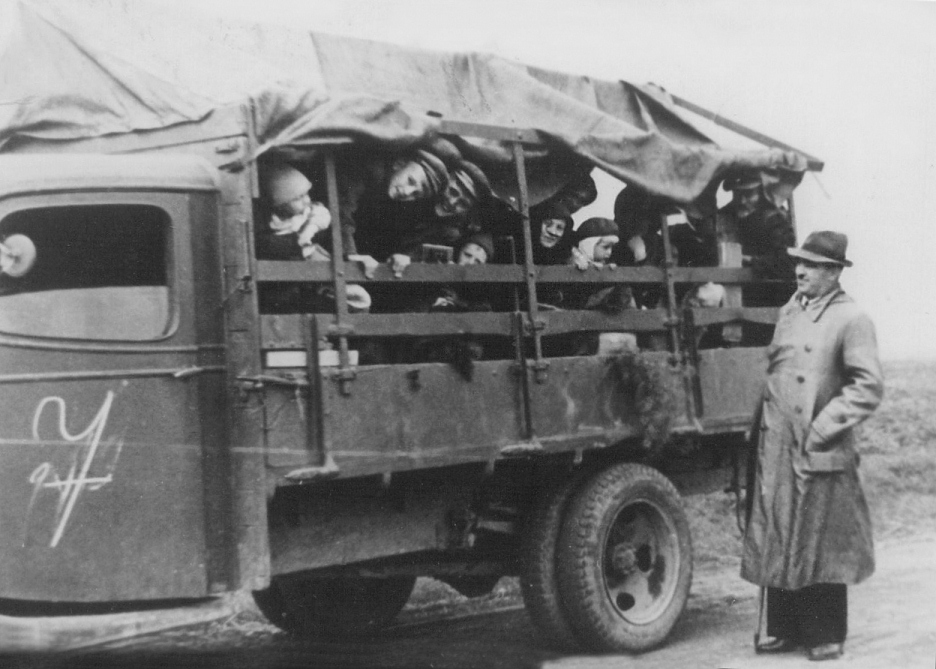
Бессарабські німці покидають рідне село Кльостіц

До 1939 року в Україні проживали близько 880 тисяч етнічних німців. Райони їх компактного поселення розташовувалися здебільшого в центральних і західних областях, а також на півдні України (в Одеській області та в Кримській АРСР). Указом Президії Верховної Ради СРСР від 28 серпня 1941, заснованим на сфабрикованих звинуваченнях у «державній зраді», «диверсіях» і «шпигунстві», була ліквідована Республіка німців Поволжя. Всі жінки, старі та малі діти були депортовані до Казахської РСР і Сибіру без жодних умов для проживання там; чоловіки були забрані в так звану «Трудову армію» — трудові концтабори на Півночі РРФСР.
Те ж саме відбувалось влітку-восени 1941 р. в Україні — протягом декількох днів близько 500 тисяч етнічних німців було депортовано до Сибіру та Казахської РСР. Тут вони змушені були перебувати в спецпоселеннях і працювати в трудовій армії. Майже третина з них загинула від голоду, сибірських морозів і важких умов життя.
Ті українські німці, котрим у центральних та західних областях України вдалося уникнути радянської депортації, переїхали в 1943 р. до Німеччини (350 тис. чоловік). Таким чином на території України під кінець війни не лишилося німецького населення.
Примусове переселення мешканців колоній почалось навесні 1944 р., після поразок Вермахту. Кінцевий пункт евакуації — губернаторство Вартегау (Зах. Польща). Одним із напрямків руху був так званий «Південний маршрут». Ним виїхало 37083 особи 7081 селянським возом (19079 коней, 5769 корів).
Одну з колон очолював польовий командир Вентгаргнер. Похід розпочався 17.03.1944 з колонії Ней-Глюксталь і закінчився в січні 1945 в транзитних таборах округів Паб'яніце та Лодзь (Польща). Маршрут пролягав через Тирасполь (21.03.1944), Дністер до Бендер, Тарутиного (25.03.), далі через територію Румунського королівства, Болгарського царства, Угорського королівства до Вартегау. За свідченням Едуарда Мака, після літургії у церквах о 6.00 ранку колона вийшла 20 березня з Петерсталя на Овідіополь. З Олександергільфа було 340 сімей на 235 возах (575 коней). За ними рушили колоністи з Клейнлібенталя. Два дні переправлялися поромами через Дністровський лиман, потім рухалися від Шабо й Аккермана до Сарати, далі через Румунію прибули до Югославії, а згодом залізницею у товарних вагонах перебралися до Польщі. 

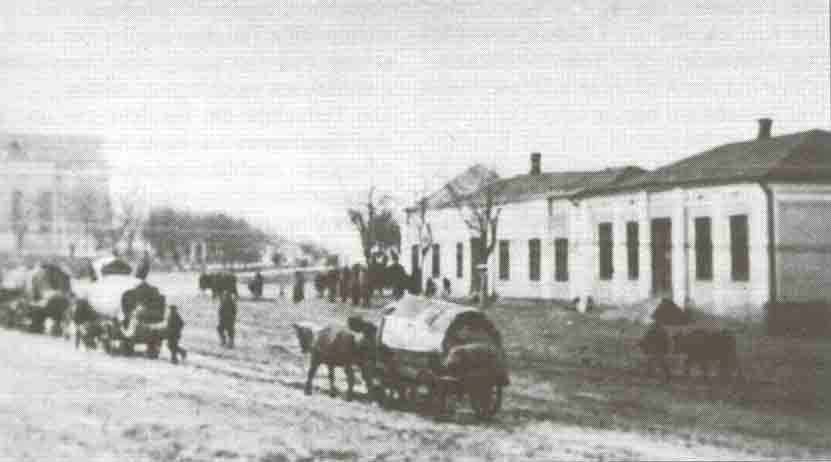
Місцеві німці евакуюються під час наступу РСЧА (Зельц)

Тим часом на Овідіополь рухалася колона, що вийшла 25.03. з Зельця, але дійшла тільки до Францфельда, а потім повернула і ледь устигла переправитися через Дністер у Маяках 06.04.1944: в ніч із 6 на 7 квітня пором обстріляла авіація, а потім його захопили партизани й частини РА. Усіх, хто не встиг перебратися на правий берег, заарештували й відправили до Сибіру. На 12.07.1944 у Вартегау було вже близько 240 тис. переселенців, розміщених під охороною військ СС у таборах і перевірчих пунктах, їх поділили на три категорії: 1 і 2 діставали німецьке громадянство, а всі інші 3 — громадянство терміном на 10 років. Чоловіків призвали до Вермахту, поліції та інших військових формувань. Зокрема, був набір до дивізії СС «Гогенштауфен». Усього мобілізували 20 тис. осіб. З переселенців формували також загони охорони і будівельні частини. Через навальний наступ РА 12.01.1945 частину переселенців евакуювали до м. Борнім під Потсдамом (Німеччина). Але близько 20 тис. «адміністративно переселених німців» вибратися з Вартегау не змогли і потрапили в радянську зону окупації. Коли Німеччина капітулювала, більшість причорноморських німців (з 25.05.1945) вивезли до СРСР у табори НКВС і на переселення до Таджицької РСР, Казахської РСР та Сибіру.

#### Повоєнний час. «Спецпоселення»

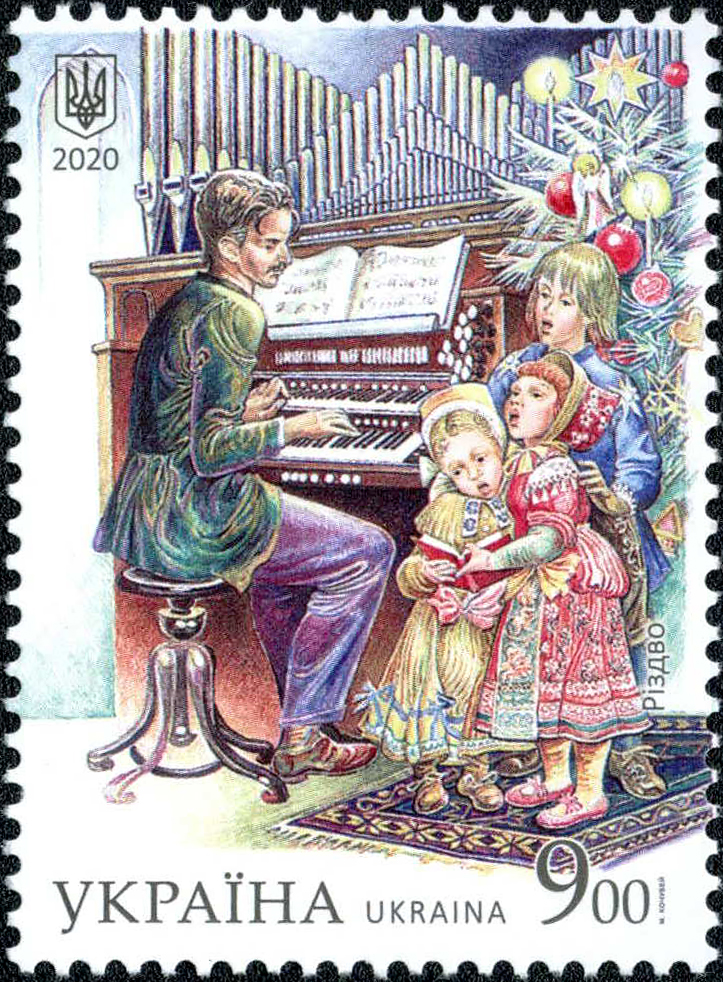
Поштова марка Укрпошти, 2020

Після перемоги над Німеччиною в Другій світовій війні 1945 року, згідно з ялтинськими угодами, СРСР депортував 250 тис. українських німців з окупованих радянськими військами зон Німеччини та Польщі назад до Радянського Союзу. Але їм не дали вернутися назад в їхні домівки в Україні, а переспрямували на Схід СРСР: в Сибір, АРСР Комі, Середню Азію та Казахстан — рубати ліс, добувати вугілля та інші корисні копалини в горах Паміру, освоювати цілину в казахських степах. Таким чином, німецька діаспора в Україні перестала існувати.
Українські німці в СРСР були позбавлені елементарних громадянських прав:
- вони мали право на помешкання тільки в місцях «спецпоселення»
- їм заборонялося на людях розмовляти рідною мовою;
- національна освіта була ліквідована,
- національна культура (ЗМІ, ВНЗ, театри, музеї) були заборонені
- повсякденно життя визначалося кількома таємними законами, указами та постановами уряду та ВР СРСР. Наприклад, указом Президії Верховної Ради СРСР від 26 листопада 1948 під грифом «цілком таємно» «Про кримінальну відповідальність за втечі з місць обов'язкового і постійного поселення осіб, виселених у віддалені райони Радянського Союзу в період Вітчизняної війни»[4] — встановлював кримінальне покарання за самовільне переселення з місць депортації. В місцях їх «спецпоселень» був встановлений «комендантський» режим помешкання: німці щонеділі були повинні відмічатися в місцевих комендатурах, вдома їх також часто без попередження перевіряли та відвідували міліціонери та військові коменданти. За будь-яку малу провину або непослух слідувало покарання або ув'язнення.

Оголошена 13 грудня 1955 року так звана «амністія» німцям дещо пом'якшувала «комендантський режим» їх перебування в місцях депортації, але не повернула їм громадянські права у повному об'ємі і не дала їм права повернутися до попередніх місць проживання.
У 1970 році в Україні налічувалося 29871 німців, у 1979 — 34139, а в 1989 — 37849.
З червня 2011 року діє координаційний орган організації українських німців Рада німців України.

## Чисельність

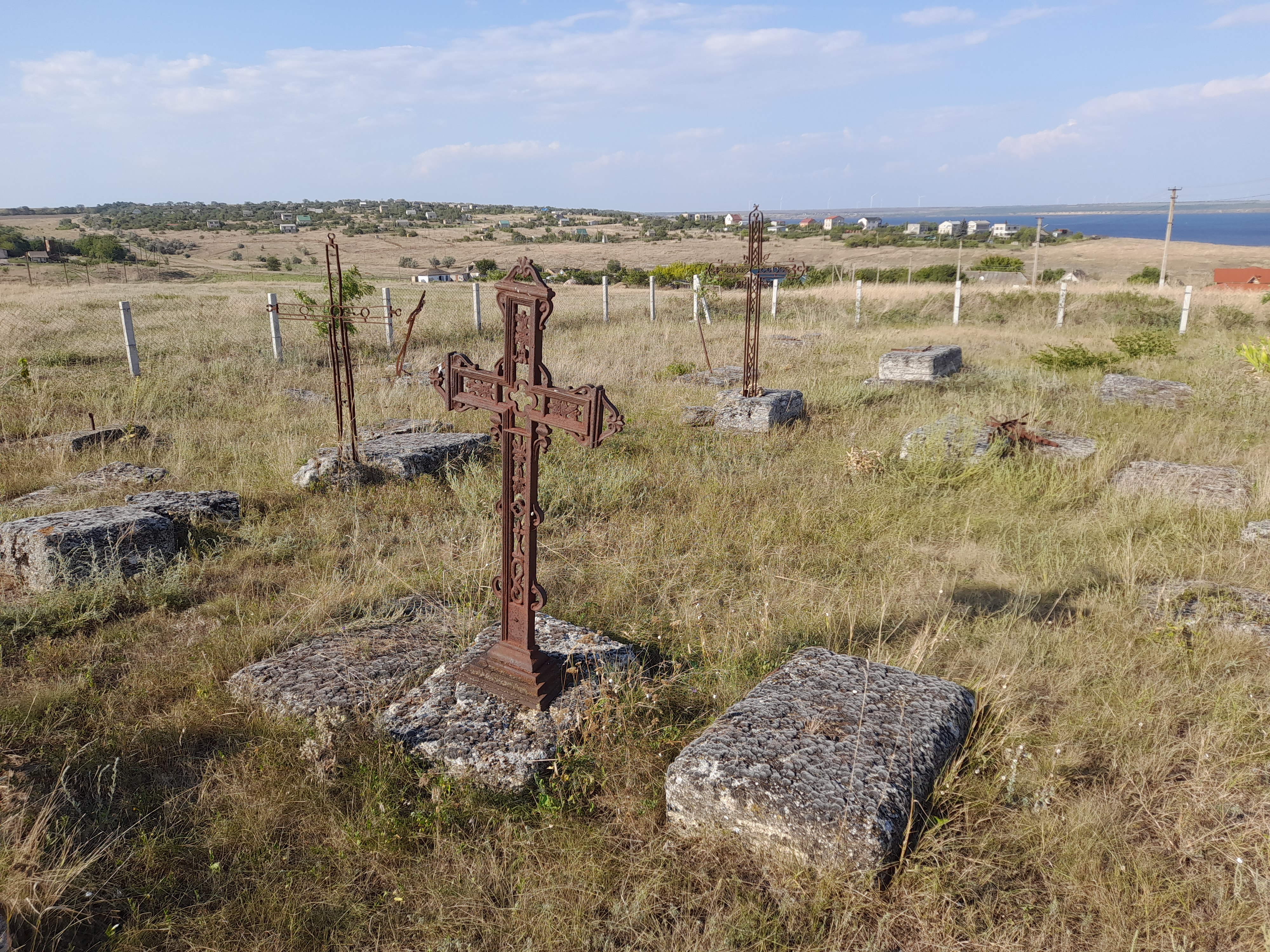
Німецький цвинтар на узбережжі Тилігульського лиману

### Російська імперія

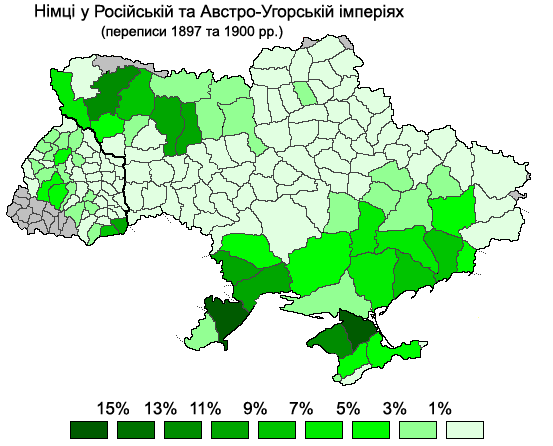
Німецькомовне населення за переписами 1897 та 1900 рр.

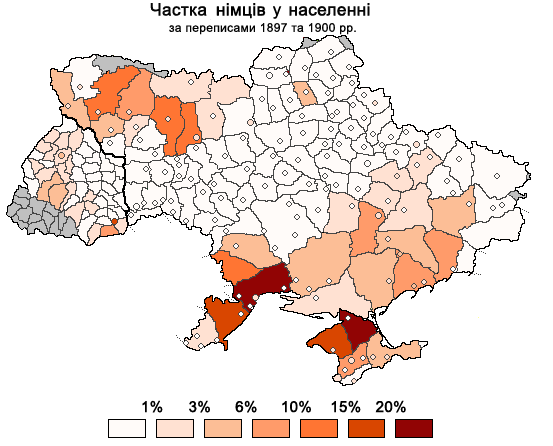
Німецькомовне населення у повітах та містах за переписами 1897 та 1900 рр.

Розселення німців (німецькомовних) за переписами 1897 та 1900 рр.
- Волинська губернія — 171 331 (5,73%)
- Херсонська губернія — 123 453 (4,52%)
- Катеринославська губернія — 80 979 (3,83%)
- Таврійська губернія — 78 305 (5,41%)
- Бессарабська губернія (част.) — 48 840 (5,98%)
- Східна Галичина — 43 900 (1,1%)
- Північна Буковина — 21 709 (5,3%)
- Закарпаття — ~20 000 (4,1%)
- Київська губернія — 14 707 (0,41%)
- Харківська губернія — 9 080 (0,36%)
- Чернігівська губернія — 5 037 (0,30%)
- Полтавська губернія — 4 579 (0,16%)
- Подільська губернія — 4 069 (0,13%)

Повіти з найбільшою кількістю німецькомовного населення, 1897 р.
| Повіт                      | Губернія         | Населення  | Німецькомовні | %     |
| -------------------------- | ---------------- | ---------- | ------------- | ----- |
| Одеський повіт             | Херсонська       | 610 042    | 62 658        | 10,3% |
| Житомирський повіт         | Волинська        | 433 859    | 46 922        | 10,8% |
| Аккерманський повіт        | Бессарабська     | 265 247    | 43 389        | 16,4% |
| Новоград-Волинський повіт  | Волинська        | 348 950    | 38 201        | 12,0% |
| Луцький повіт              | Волинська        | 252 550    | 30 255        | 10,9% |
| Рівненський повіт          | Волинська        | 273 001    | 24 407        | 8,9%  |
| Бердянський повіт          | Таврійська       | 304 718    | 23 870        | 7,8%  |
| Тираспольський повіт       | Херсонська       | 240 145    | 23 527        | 9,8%  |
| Катеринославський повіт    | Катеринославська | 357 207    | 20 609        | 5,8%  |
| Херсонський повіт          | Херсонська       | 587 804    | 20 290        | 3,5%  |
| Мелітопольський повіт      | Таврійська       | 384 239    | 20 154        | 5,2%  |
| Маріупольський повіт       | Катеринославська | 254 056    | 19 104        | 7,5%  |
| Володимир-Волинський повіт | Волинська        | 277 265    | 15 739        | 5,7%  |
| Олександрівський повіт     | Катеринославська | 271 678    | 14 014        | 5,2%  |
| Бахмутський повіт          | Катеринославська | 332 478    | 12 646        | 3,8%  |
| Перекопський повіт         | Таврійська       | 51 393     | 11 718        | 22,8% |
| Ананьївський повіт         | Херсонська       | 265 762    | 10 177        | 3,8%  |
| інші повіти                |                  | 18 265 886 | 102 745       | 0,6%  |
| Всього                     |                  | 23 776 280 | 540 425       | 2,3%  |

### УРСР. Україна

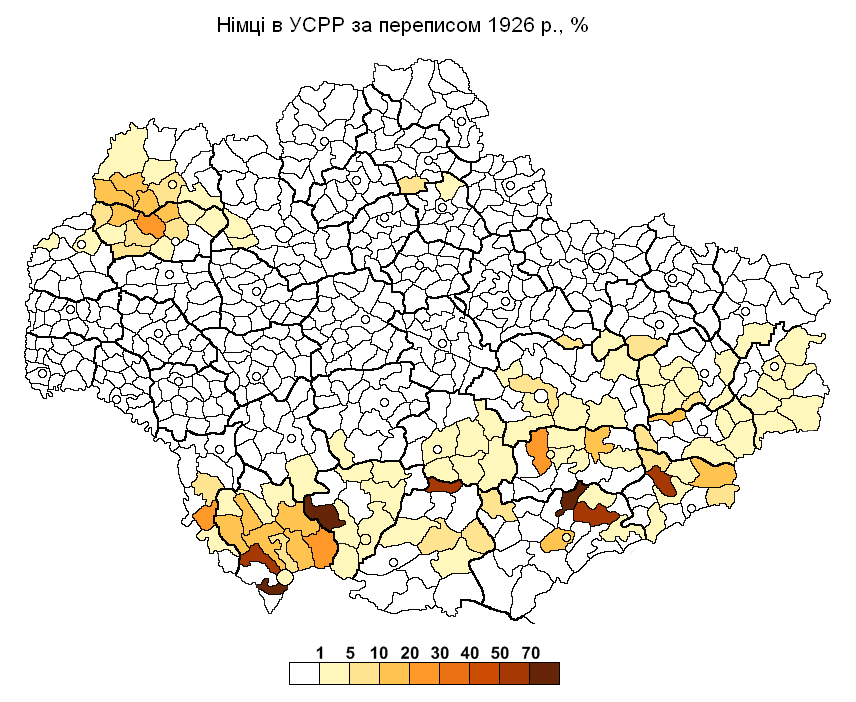
Розселення німців в УРСР за переписом 1926 р.

Чисельність німців за даними переписів 

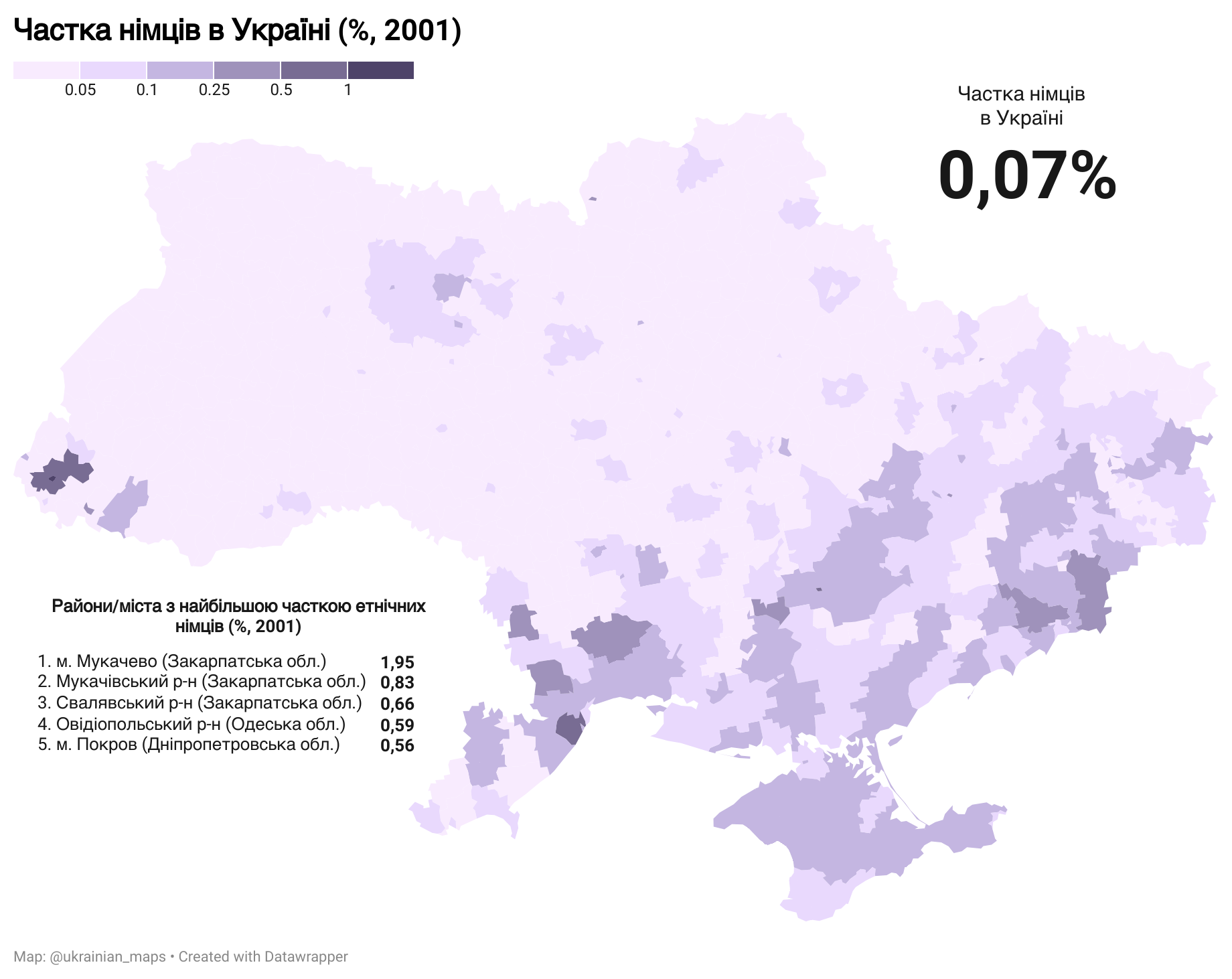
Частка етнічних німців в Україні (%, 2001)

| 1920  | 1926  | 1939  | 1959 | 1970 | 1979 | 1989 | 2001 |
| ----- | ----- | ----- | ---- | ---- | ---- | ---- | ---- |
| 510,5 | 552,8 | 627,3 | 23,2 | 29,9 | 34,1 | 37,8 | 33,3 |

|                           | 1989   | 2001   |
| Крим (з Севастополем)     | 2 356  | 2 790  |
| Вінницька область         | 320    | 385    |
| Волинська область         | 178    | 235    |
| Дніпропетровська область  | 6 396  | 3 773  |
| Донецька область          | 6 333  | 4 620  |
| Житомирська область       | 915    | 994    |
| Закарпатська область      | 3 478  | 3 582  |
| Запорізька область        | 2 330  | 2 209  |
| Івано-Франківська область | 268    | 221    |
| Київська область          | 724    | 732    |
| Кіровоградська область    | 666    | 545    |
| Луганська область         | 1 958  | 1 555  |
| Львівська область         | 638    | 648    |
| Миколаївська область      | 1 372  | 1 220  |
| Одеська область           | 3 551  | 2 877  |
| Полтавська область        | 698    | 712    |
| Рівненська область        | 271    | 252    |
| Сумська область           | 268    | 363    |
| Тернопільська область     | 100    | 139    |
| Харківська область        | 1 475  | 1 454  |
| Херсонська область        | 1 450  | 1 362  |
| Хмельницька область       | 270    | 365    |
| Черкаська область         | 486    | 469    |
| Чернівецька область       | 264    | 395    |
| Чернігівська область      | 288    | 282    |
| Київ (міськрада)          | 796    | 1 123  |
| Україна                   | 37 849 | 33 302 |

## Мова

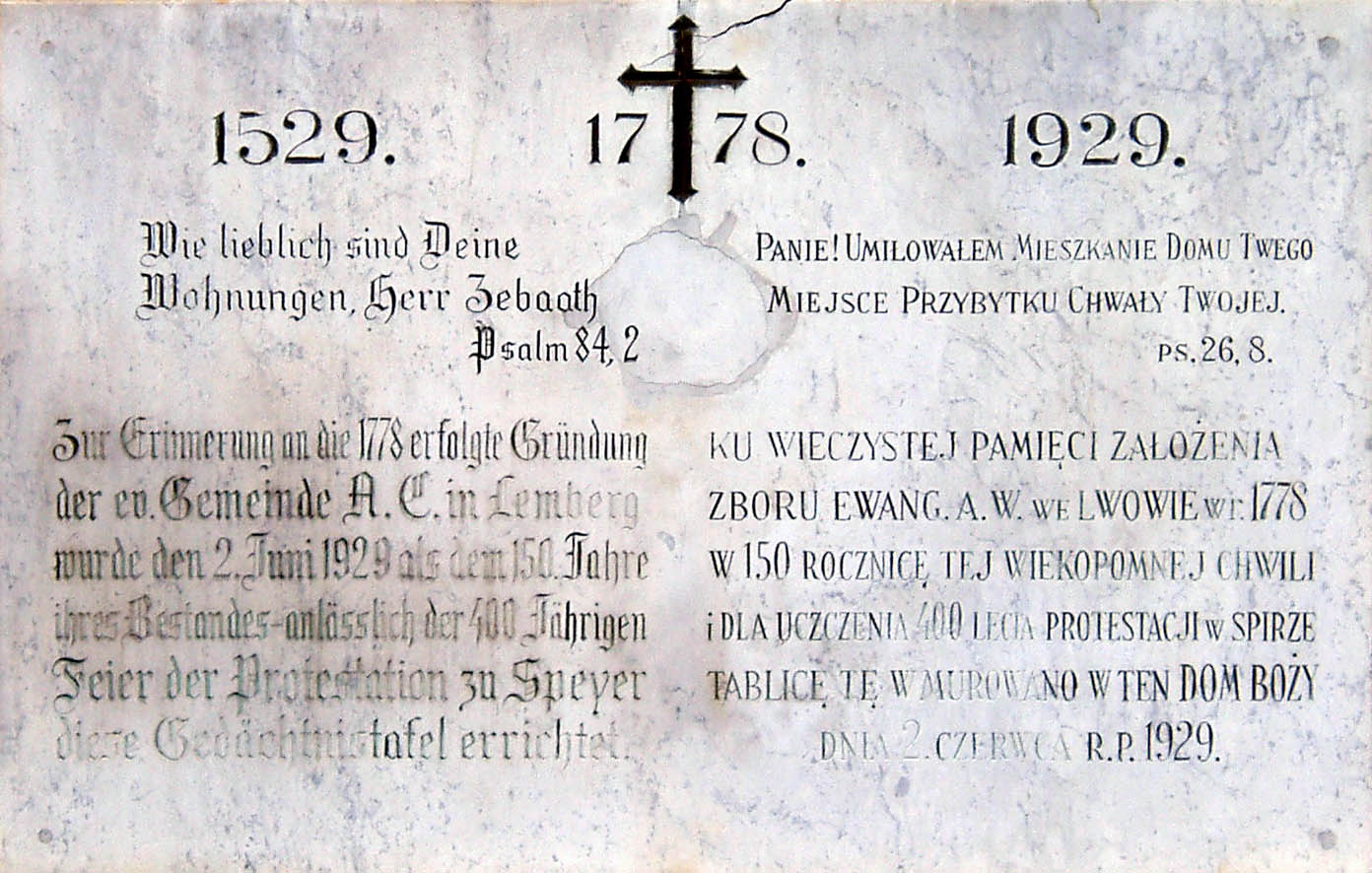
Меморіальна дошка на колишньому костелі Св. Урсули у Львові

За переписом 2001 р. 12,2 % німців України назвали рідною мовою німецьку, 22,1 % українську та 64,7 % російську. Найбільше зберегли мову німці Закарпаття — тут німецьку назвали рідною половина етнічних німців. У с. Павшино за переписом 2001 р. німецьку назвали рідною 34,3 % всього населення, с. Шенборн 13,3 %, с. Кучава 16,7 %, с. Синяк 13,0 %, с. Верхній Коропець 3,4 %. У смт Усть-Чорна Тячівського району німецьку назвали рідною 4,3 % населення, у місті Мукачеве — 1,1 %.
Рідна мова німців України за переписами:
|            | 1989   | 2001   |
| ---------- | ------ | ------ |
| німецька   | 23,2 % | 12,2 % |
| російська  | 67,2 % | 64,7 % |
| українська | 9,2 %  | 22,1 % |
| інша       | 0,4 %  | 1,0 %  |

Населені пункти з найвищою часткою населення, що вказало рідною мовою німецьку за переписом 2001 р.
| с. Павшино          | 34,25 % |
| с. Кучава           | 16,72 % |
| с. Шенборн          | 13,26 % |
| с. Синяк            | 13,00 % |
| с. Усть-Чорна       | 4,33 %  |
| с. Верхній Коропець | 3,38 %  |
| с. Барбово          | 1,69 %  |
| с. Чабин            | 1,19 %  |
| м. Мукачеве         | 1,12 %  |
| с. Кендерешів       | 1,01 %  |

У 1897 р. німецькомовні становили у:
- Волинській губернії — 5,7 % населення, 171 331 осіб (12,0 % у Луцькому повіті, 11,0 % у Новоград-Волинському, 10,8 % у Житомирському)
- Таврійській губернії — 5,4 % населення, 78 305 осіб (22,8 % у Перекопському повіті, 12,0 % у Євпаторійському)
- Херсонській губернії — 4,5 % населення, 123 453 осіб (10,3 % у Одеському повіті)
- Катеринославській губернії — 3,8 % населення, 80 979 осіб

У північній Буковині за переписом 1900 р. німецькомовні становили 21,3 % населення (з них 16,0 % — євреї), на Закарпатті 10,5 % (приблизно половина — євреї), у східній Галичині 1,1 %

## Відомі діячі

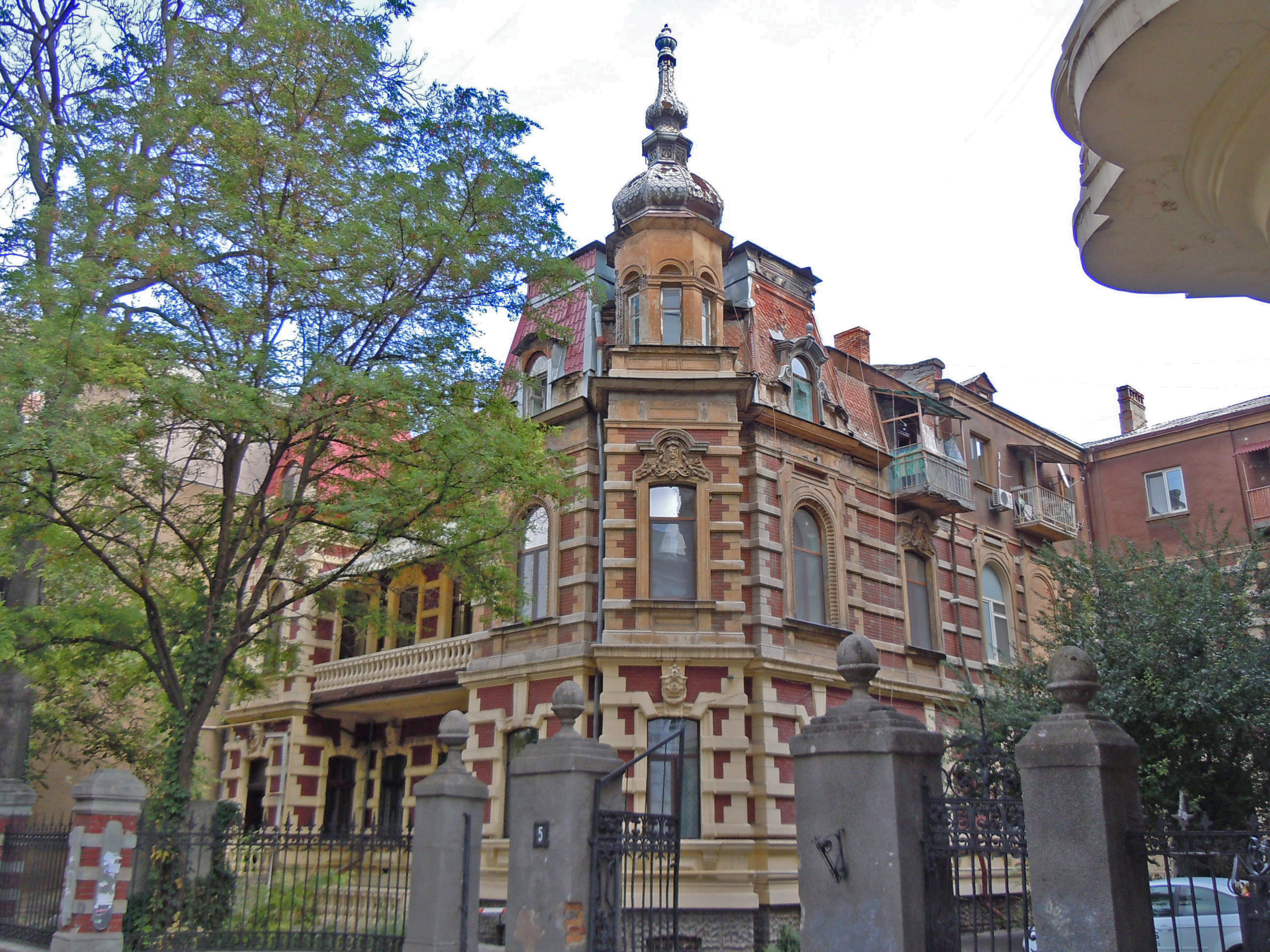
Будинок Фальц-Фейна в Одесі

### Освіта та література
- Інокентій Ґізель — архімандрит Києво-Печерського монастиря, духовник Петра Могили
- Ольга Кобилянська — була наполовину німкенею за походженням, у сім'ї розмовляли німецькою
- Юрій Клен (О. Бурхгард) — Відомий український поет і літературознавець.
- Юрій Шевельов (Шнайдер)

### Мистецтво
- Йоган-Георг Пінзель — львівський скульптор 18 ст.

### Музика
- музичний педагог Генріх Нейгауз та піаніст Святослав Ріхтер

### Наука
- засновник Київського фізико-медичного товариства М. М. Шіллер
- академік НАН України математик Г. В. Пфайффер
- директор київської обсерваторії астроном Р. П. Фоґель
- хімік Т. Буше
- ботаніки В. Бессер, Р. Траутфеттер
- академік І. І. Шмальгаузен
- фізіолог О. П. Вальтер
- медики М. М. Дітеріхс, Г. Є. Рейн
- правознавець О. О. Ейхельман
- економіст М.Буше
- археолог Е. Штерн
- засновник заповідника «Асканія-Нова» Ф. Е. Фальц-Фейн
- Чимало вихідців з німецького роду Бунге в Києві стали видатними науковцями й державними діячами.
- інженери, академіки Євген Оскарович Патон та його син Борис Євгенович Патон

### Політики та військові
- Василь Вишиваний з роду Габсбургів — претендент на український престол, поет та військовий
- Антін Кравс — генерал УГА

## У філателії
У 2020 році Укрпошта в серії «Національні меншини в Україні. Німці» випустила 4 марки: «Замок Шенборнів», «Різдво», «В полі», «Танок "Штернполька"». 

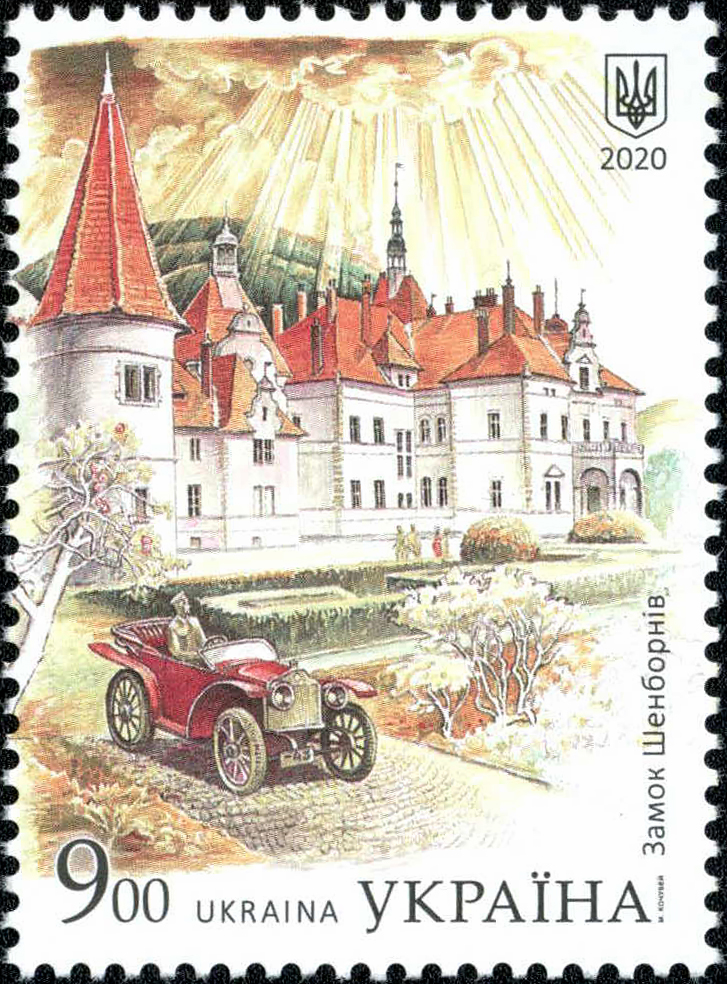
Марка Укрпошти «Замок Шенборнів» (2020)
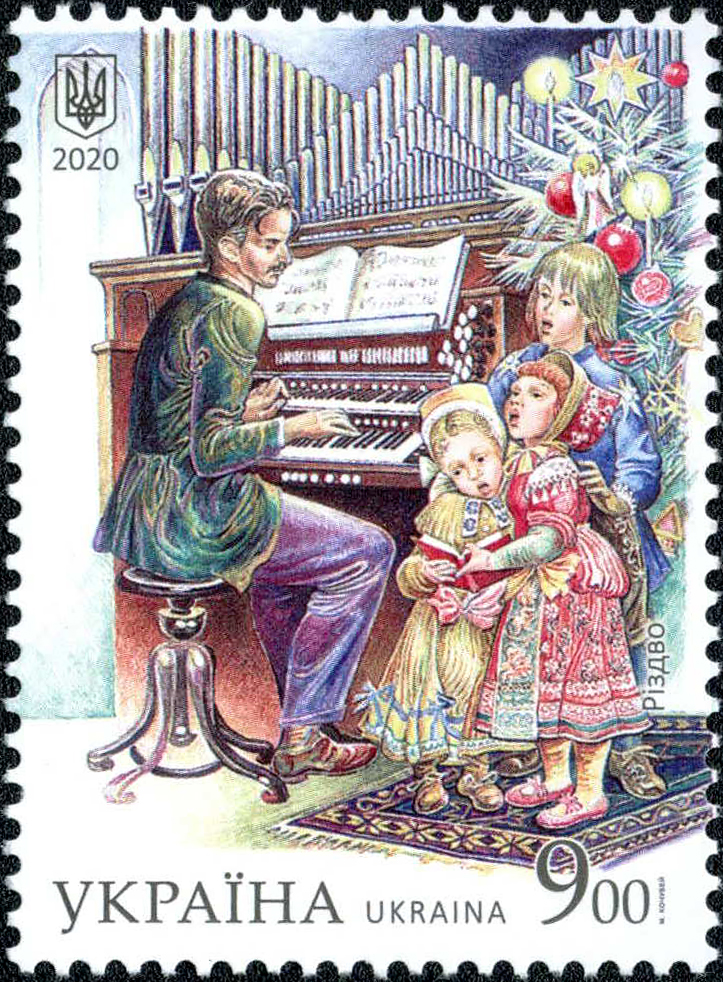
Марка Укрпошти «Різдво» (2020)
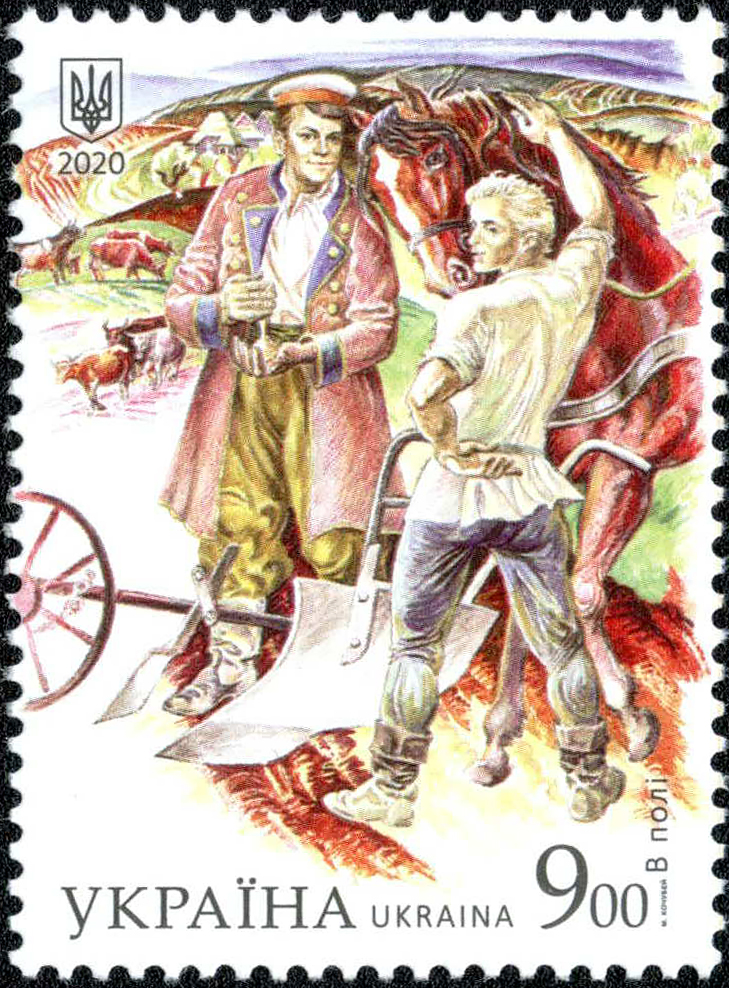
Марка Укрпошти «В полі» (2020)
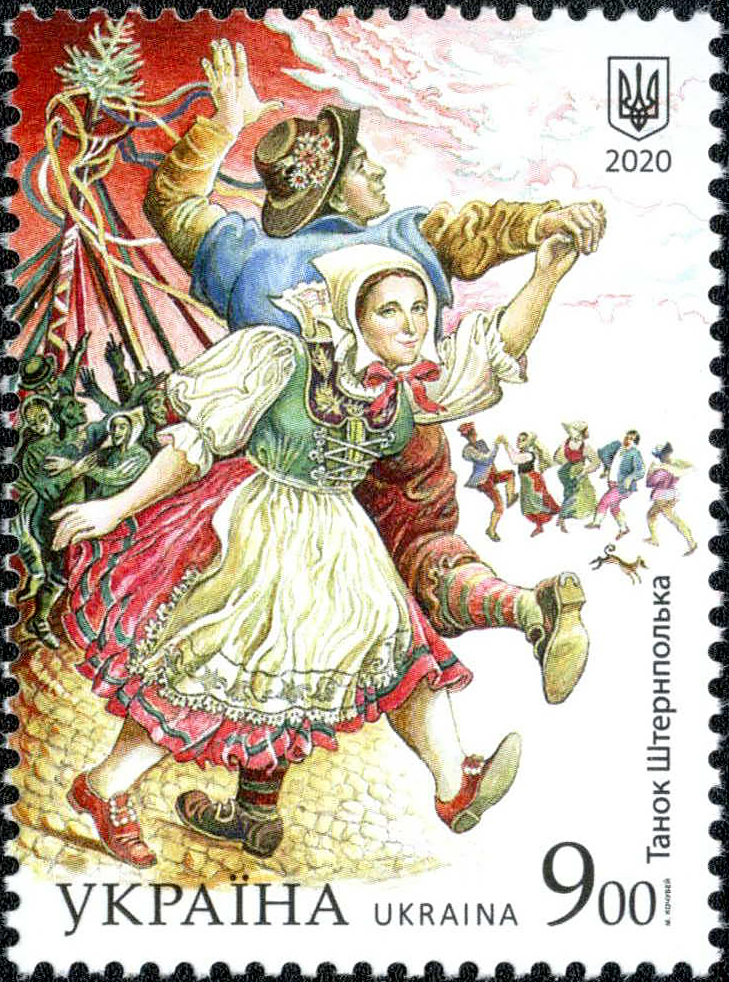
Марка Укрпошти «Танок "Штернполька"» (2020)